# Außerordentliche Wahl zum Senat der Vereinigten Staaten in Massachusetts 2013
Die außerordentliche Wahl des Senatssitzes der Klasse II im US-Bundesstaat Massachusetts fand am 25. Juni 2013 statt.
Ed Markey gewann die Wahl und ist damit einer von zwei Senatoren im Senat der Vereinigten Staaten für Massachusetts.

## Hintergrund
Massachusetts Senatssitz der Klasse II wurde bei der Wahl des US-Senats 2008 von John Kerry gewonnen und ihm bis zum Jahr 2015 übertragen. Kerry wurde jedoch am 1. Februar 2013 zum Außenminister der Vereinigten Staaten ernannt und musste gemäß Artikel I Abschnitt 6 der Verfassung der Vereinigten Staaten aus dem Senat ausscheiden, um das Amt übernehmen zu können.
Der demokratische Gouverneur Massachusetts, Deval Patrick, ernannte daraufhin bis zur außerordentlichen Wahl eines Nachfolgers den Demokraten Mo Cowan zum Nachfolger im US-Senat.
Der Amtsinhaber Mo Cowan trat bei der Wahl nicht an. 

## Ergebnis
Bei der Sonderwahl („special election“) am 25. Juni 2013 entfielen 54,8 % auf den demokratischen Kandidaten Ed Markey, 44,8 % auf den republikanischen Kandidaten Gabriel E. Gomez.